# Мухадов Равшан Абдурахманович
Равшан Абдурахманович Мухадов (туркм. Röwşen Muhadow, нар. 23 вересня 1961, Ашхабад) — радянський та туркменський футболіст, який виступав на позиції нападника. Відомий насамперед виступами за футбольний клуб «Копетдаг» з Ашгабата, виступав також за ташкентський «Пахтакор» та ряд турецьких та казахських клубів, а також грав за національну збірну Туркменістану з футболу. По закінченні виступів на футбольних полях — туркменський футбольний тренер, нетривалий час очолював національну та молодіжну збірну Туркменістану та ряд туркменських клубів.

## Клубна кар'єра
Равшан Мухадов народився в столиці Туркменської РСР Ашхабаді, та розпочав виступи на футбольних полях у місцевій команді «Колхозчі» (яка пізніше змінила свою назву на «Копетдаг»), яка виступала у другій союзній лізі. Перший свій матч за ашхабадський клуб Равшан Мухадов зіграв ще у Кубку СРСР 1980 року проти «Гурії» з Ланчхуті, вийшовши на заміну після перерви, і догравши до 82 хвилини матчу. У чемпіонаті СРСР в другій лізі Мухадов дебютував у 1982 році. Більшість часу під час виступів за ашхабадський клуб він був основним бомбардиром команди, відрізнявся високою результативністю, а у 1988 році відзначився 24 забитими м'ячами у 34 зіграних матчах. У 1989 році Мухадов отримав запрошення від клубу першої ліги «Пахтакор» з Ташкента. За узбецьку команду Равшан Мухадов зіграв 35 матчів, у яких відзначився 8 забитими м'ячами, проте «Пахтакор» зайняв місце в середині турнірної таблиці, та не зумів повернутись до вищо ліги. На початку 1990 року Равшан Мухадов разом із братом був у складі команди вищої ліги «Памір» із Душанбе, проте, на відміну від брата, за таджицький клуб так і не зіграв, та повернувся до «Копетдага». Після поновлення виступів за рідний клуб Мухадов знову став його кращим бомбардиром, а у сезоні 1991 року із 35 забитими м'ячами у 42 зіграних матчах він став кращим бомбардиром східної зони буферної ліги СРСР, а «Копетдаг» зайняв у зоні друге місце, та мав наступного року грати у першій союзній лізі.
Проте після розпаду СРСР усі колишні союзні республіки розпочали проводити свої національні чемпіонати. «Копетдаг» у 1992 році виграв перший чемпіонат Туркменістану, а після перемоги в чемпіонаті Равшан Мухадов вирішив спробувати свої сили у турецькій першості, та протягом сезону грав за столичний клуб «Генчлербірлігі». У 1994 році Мухадов отримав запрошення від казахського клубу вищої ліги «Єлімай» із Семипалатинська. У складі казахського клубу Мухадов був одним із кращих бомбардирів, відзначившись 15 забитими м'ячами, та став чемпіоном Казахстану та став майстром спорту Казахстану. Наступного року Равшан Мухадов повернувся до турецької першості. де грав спочатку за «Їмпаш Йозгатспор», а потім за «Невшехірспор». У 1997 році повернувся до «Єлімай», проте не зумів повернути колишню результативність, відзначившись у 14 зіграних матчах лише одним забитим м'ячем. У 1998 році Равшан Мухадов повернувся до «Копетдага», де наблизився до своєї колишньої результативності., та знову став чемпіоном Туркменістану. У сезоні 1998—1999 року форвард грав за ашгабатський клуб «Ніса», із яким у цьому сезоні знову став чемпіоном Туркменістану, після чого закінчив виступи на футбольних полях.

## Виступи за збірні
Равшан Мухадов після розпаду СРСР розпочав виступи у національній збірній Туркменістану. Він грав у першій зустрічі туркменської збірної, у якій вона поступилася збірній Казахстану з рахунком 0-1 у Алма-Аті. У складі збірної Равшан Мухадов грав на Азійських іграх 1994 року в Японії. Усього Равшан Мухадов з 1992 до 2000 року зіграв у складі збірної 12 матчів, у яких відзначився 3 забитими м'ячами.

## Тренерська кар'єра
Равшан Мухадов розпочав тренерську кар'єру відразк по закінченні кар'єри гравця, одночасно очоливши свій останній клуб «Ніса» та національну збірну Туркменістану. На цих посадах він пропрацював менше року. У 2003—2007 роках працював головним тренером олімпійської збірної країни. Від 2010 року Равшан Мухадов деякий час очолював туркменський клуб «Ахал». У 2011 році Мухадов отримав тренерську ліцензію Pro, яка дає право на тренерську роботу з національними збірними та клубними командами в будь-якій країні світу. Від 2012 до 2013 року Мухадов очолював молодіжну збірну країни. із якою виграв Кубок Президента Туркменістану в 2012 році. Від 2016 року Равшан Мухадов кілька років працював головним тренером юнацької збірної Туркменістану (до 16 років). У 2021 році Равшан Мухадов знову очолював національну збірну Туркменістану. Равшан Мухадов має звання Заслуженого тренера Туркменістану.

## Особисте життя
Брат Равшана Мухадова, Чарияр Мухадов, також був відомим туркменським футболістом, деякий час очолював штаб національної туркменської збірної. Син Равшана Мухадова, Азат Мухадов, також є туркменським футболістом, грає за клуб «Балкан» та збірну Туркменістану.

## Досягнення
- Чемпіон Туркменістану (5): 1992, 1998, 1999.
- Чемпіон Казахстану (1):

«Єлімай»: 1994